# 1906 في إسبانيا
فيما يلي قوائم الأحداث التي وقعت خلال عام 1906 في إسبانيا.

## سياسة

### تعيين في المنصب
- 19 يناير – خوسيه كناليخاس President of the Congress of Deputies [الإنجليزية]‏.
- 6 يوليو – ألفارو دي فيجويرا وتورس Minister of Grace and Justice ‏،ministro de Gobernación  [لغات أخرى]‏.
- 30 نوفمبر – سيجسموندو موريت President of the Council of Ministers ‏.

### انتهاء فترة المنصب
- 10 يونيو – ألفارو دي فيجويرا وتورس ministro de Gobernación  [لغات أخرى]‏،Minister of Grace and Justice ‏.
- 6 يوليو – سيجسموندو موريت President of the Council of Ministers ‏،President of the Council of Ministers ‏.

## رياضة
- 29 يوليو – سباق طواف فرنسا 1906 الفائزون جورج باسيريو، رينيه بوتيه، لويس تروسيلير.

## ظهور
- 1 يناير – إل موندو ديبورتيفو

## مواليد

### مارس
- 16 مارس – فرانسيسكو أيالا

### مايو
- 5 مايو – خوسيه بادرون لاعب كرة قدم إسباني.
- 5 مايو – ماريانو كاناردو درّاج طريق إسباني.

### يوليو
- 21 يوليو – ميجيل ميورا كاتب مسرحي إسباني.

### سبتمبر
- 4 سبتمبر – لويس مارين ساباتير لاعب كرة قدم إسباني.

### أكتوبر
- 5 أكتوبر – خايمي خويس فنان قصص مصورة إسباني.

### نوفمبر
- 1 نوفمبر – رامون لورنس

### ديسمبر
- 16 ديسمبر – مارتي فينتولرا لاعب كرة قدم إسباني.

## وفيات

### يناير
- 1 يناير – كريستوفر بيرس باستور (مواليد 1833)

### مارس
- 1 مارس – خوسيه ماريا دي بيريدا (مواليد 1833) كاتب إسباني.

### يونيو
- 2 يونيو – ماتيو مورال (مواليد 1880) أمين مكتبة إسباني.

### يوليو
- 15 يوليو – أجيلاث (مواليد 1829) مستعرب إسباني.